# فرانز كيلر (متزلج قفز)
فرانز كيلر (بالألمانية: Franz Keller)‏ هو متزحلق نوردي مزدوج ألماني، ولد في 19 يناير 1945 في Nesselwang ‏ في ألمانيا.

## وصلات خارجية
- فرانز كيلر على موقع الاتحاد الدولي للتزلج (القفز التزلجي) (الإنجليزية)
- فرانز كيلر على موقع الاتحاد الدولي للتزلج (التزلج النوردي المزدوج) (الإنجليزية)
- فرانز كيلر على موقع أوليمبيديا (الإنجليزية)